# Gavin Griffin
Gavin Griffin (* 28. August 1981 in Darien, Illinois) ist ein professioneller US-amerikanischer Pokerspieler. Er gewann ein Bracelet bei der World Series of Poker, das Main Event der World Poker Tour sowie das Main Event der European Poker Tour und ist damit einer von neun Pokerspielern, die die sogenannte Triple Crown vollendet haben.

## Werdegang
Griffin begann Onlinepoker zu spielen und kam darüber zum Live-Poker. Er wurde 2004 im Binion’s Horseshoe in Las Vegas bei seinem ersten Profiturnier zum bis dahin jüngsten Gewinner eines Bracelets der World Series of Poker (WSOP). Er ließ am Finaltisch Phil Hellmuth und Ram Vaswani hinter sich und gewann 270.000 US-Dollar in der Variante Pot Limit Texas Hold’em. Bis zum dritten Platz bei einem der WSOP-Circuitturniere in San Diego im Februar 2007 hatte er drei Jahre lang nur durchschnittliche Ergebnisse erzielt. Im März 2007 gewann Griffin das Main Event der European Poker Tour (EPT) in Monte-Carlo. Dort ließ er 705 Spieler hinter sich und gewann mehr als 1,8 Millionen Euro. Griffin spielte das gesamte Turnier mit pinkfarbenen Haaren, um auf eine Spendenaktion aufmerksam zu machen. Auf einer Benefizveranstaltung während des Turniers in Monaco schloss er mit PokerStars eine Vereinbarung, dass seine Spendenaktion weiter unterstützt werde, wenn er weiterhin mit pink gefärbten Haaren Pokerturniere spiele. Ende Januar 2008 gewann Griffin das Main Event der World Poker Tour (WPT) in Atlantic City. Für den damals 26-jährigen Griffin gab es den Hauptpreis, der aus rund 1,4 Millionen US-Dollar, einem Seat für das WPT-Finale im Hotel Bellagio und einer Harley-Davidson bestand. Mit seinem Sieg avancierte er zum ersten Spieler, der sich Turniertitel bei allen drei großen Turnierserien WSOP, WPT und EPT sicherte. Diese Leistung wird als Triple Crown bezeichnet und wurde mittlerweile von neun Pokerspielern erreicht. Bei der WSOP 2012 im Rio All-Suite Hotel and Casino belegte Griffin einen zweiten Platz in Omaha Hi-Lo und erhielt mehr als 160.000 US-Dollar. Seitdem blieben größere Turniererfolge aus. Seine bis dato letzte Geldplatzierung erzielte er bei der WSOP 2019.
Insgesamt hat sich Griffin mit Poker bei Live-Turnieren mehr als 5 Millionen US-Dollar erspielt. Von April 2008 bis Mai 2010 spielte er für das Team PokerStars Pro.